# Iván Tiulenev
Iván Vladímirovich Tiulenev (en ruso: Ива́н Влади́мирович Тюле́нев; Shatrashany, Imperio ruso, 16 de enerojul./ 28 de enero de 1892greg. - Moscú, Unión Soviética, 15 de agosto de 1978) fue un oficial militar soviético, que combatió durante la guerra civil rusa y la Segunda Guerra Mundial. Tuvo un papel muy destacado durante las primeras fases de la guerra principalmente al mando del Frente Sur, con el que participó en la defensa de Ucrania y posteriormente asumió el mando del Frente Transcaucásico con el que defendió el Cáucaso durante la operación Azul. Fue uno de los primeros oficiales soviéticos en ser ascendido al rango de general del ejército en 1940.

## Biografía

### Infancia y juventud
Iván Tiulenvev nació el 28 de enero de 1892 en el seno de una familia de clase trabajadora en la pequeña localidad rural de Shatrashany en la gobernación de Simbirsk (actualmente en el óblast de Uliánovsk en Rusia). Después de graduarse en la escuela primaria rural en 1903. Trabajó como obrero en una planta de almidón y jarabe en Simbirsk (ahora Uliánovsk), como asistente de herrero y como obrero en una fábrica de ladrillos. Entre 1908 y 1913 fue marinero en las pesquerías de Astracán en el Mar Caspio. Antes de ser reclutado por el Ejército Imperial Ruso en 1913, sirvió en el 5.º Regimiento de Dragones de Kárgopol en el Distrito Militar de Kazán.
Desde septiembre de 1914, participó en combate en la Primera Guerra Mundial como parte de este regimiento, que formó parte de la 5.ª División de Caballería durante casi toda la guerra. Luchó en los frentes occidental, suroeste y norte y se distinguió en combate en Polonia y cerca de Dvinsk en los estados bálticos. Por su valentía y coraje, recibió cuatro veces la Cruz de San Jorge. En 1917 se graduó de la escuela de alféreces. Después de la Revolución de febrero de 1917, fue elegido por los soldados como miembro de los comités de escuadrón y regimiento del Sóviet de Petrogrado.

### Guerra civil rusa
Con el comienzo de la Revolución de Octubre de 1917, se unió al destacamento de caballería de la Guardia Roja bajo el mando de Shishkov, en el que era comandante de pelotón y escuadrón. Después de la creación del Ejército Rojo, entre febrero de 1918 y diciembre, se desempeñó como comandante de pelotón y luego como comandante de escuadrón en el 1.er Regimiento de Caballería de Moscú. En diciembre de 1918, ingresó en la Academia Militar del Ejército Rojo en Moscú. Sin embargo, debido a que los estudiantes eran a menudo enviados al frente no pudo completar sus estudios de una sola vez. Así, en mayo de 1919 se desempeñó como subjefe de Estado Mayor de la 4.ª División de Caballería en el Frente Sur. En agosto de 1919, fue nombrado jefe del departamento de inteligencia del cuartel general del cuerpo de caballería de Semión Budionni, y desde noviembre de 1919 hasta febrero de 1920, trabajó como jefe del departamento de inteligencia del 1.er Ejército de Caballería. En febrero de 1920, fue nombrado comandante de una brigada de caballería en la 4.ª División de Caballería del 1.er Ejército de Caballería, con la que luchó durante la guerra polaco-soviética.
En marzo de 1921, participó en la represión de la rebelión de Kronstadt, al mando del 137.º Regimiento de Fusileros de Minsk. En el verano y otoño de 1921, participó en la represión del levantamiento de Tambov, de mayo a octubre se desempeñó como comandante de la 15.ª División de Caballería de Siberia y comandó la 1.ª Brigada de Caballería. Por su distinción en estas batallas, recibió dos Órdenes de la Bandera Roja y un sable de oro. En 1921 regresó a la Academia Militar del Ejército Rojo para completar su educación. Fue Miembro del Partido Comunista —en esa época conocido como Partido Obrero Socialdemócrata de Rusia (bolchevique)— desde 1918.

### Periodo de entreguerras
En octubre de 1922, después de completar sus estudios fue nombrado comandante de una brigada de caballería separada en el Distrito Militar de Moscú, y en julio de 1924 recibió el mando de la 14.ª División de Caballería de Maikop. En noviembre de 1925 fue nombrado inspector de caballería y reparaciones del Distrito Militar del Cáucaso Norte, cargo que ocupó hasta agosto de 1926 cuando asumió el puesto de director de la Escuela de Caballería de Ucrania Semión Budionni. Posteriormente, en noviembre de 1927, fue asignado como comandante a la 2.ª Brigada de Caballería Independiente del Ejército de la Bandera Roja del Cáucaso. En 1929 se graduó de los cursos de formación avanzada para altos mandos y en 1930 completó los cursos de formación política para comandantes en la Academia Político-Militar del Ejército Rojo.

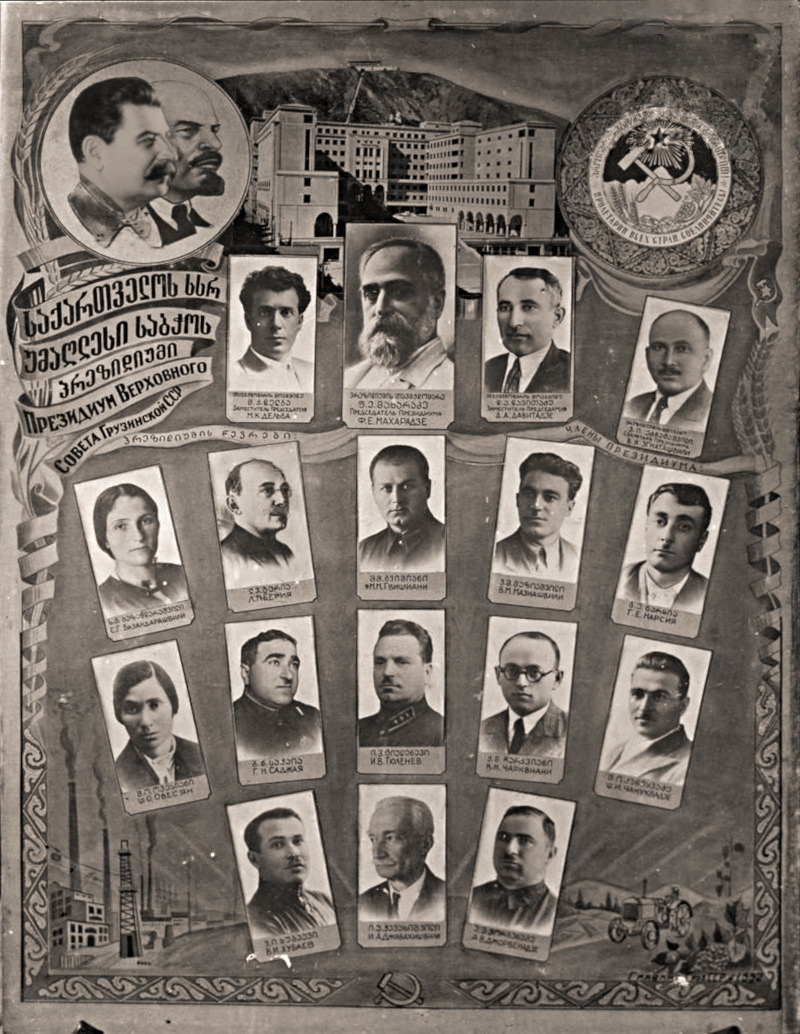
Miembros del Presídium del Sóviet Supremo de la I convocatoria de la RSS de Georgia.

En noviembre de 1930, después de completar sus estudios, asumió el puesto de comandante y comisario militar de la 1.ª Brigada de Caballería Especial Independiente. Ocupó este puesto hasta noviembre de 1931, cuando fue nombrado Inspector adjunto de la Caballería del Ejército Rojo. Posteriormente, asumió una serie de mandos en las tropas de caballería: en julio de 1934, jefe del Departamento del Estado Mayor de Caballos del Ejército Rojo, en diciembre de 1934, Jefe del Departamento del Comisariado del Pueblo de Defensa de la URSS para la reparación del personal de caballos, en febrero de 1936, Subinspector de la Caballería del Ejército Rojo. Finalmente en febrero de 1938, fue nombrado comandante de las tropas y miembro del Consejo Militar del Distrito Militar Transcaucásico; El 7 de octubre de 1938, fue aceptado como miembro del Consejo Militar del Comisario del Pueblo de Defensa de la URSS.
En 1939, como comandante del 12.º Ejército, participó en la invasión soviética de Polonia. Tras el fin de las hostilidades, retornó a sus funciones como comandante de las tropas del Distrito Militar de Transcaucasia. En junio de 1940, con la introducción de los rangos de generales en el Ejército Rojo, Tiulenev se convirtió en uno de los tres primeros oficiales en alcanzar el grado militar de general del ejército, junto con Gueorgui Zhúkov y Kiril Meretskov. En agosto de 1940, asumió el puesto de comandante de las tropas del Distrito Militar de Moscú.

### Segunda Guerra Mundial

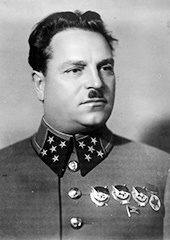
Iván Tiulenev en una foto de principios de la década de 1940

Al comienzo de la invasión alemana de la Unión Soviética, sobre la base de la administración del Distrito Militar de Moscú, el 25 de junio de 1941, se formó la Administración de Campo del Frente Sur en la ciudad de Vínnitsa, al mando de Tiulenev. Las tropas del Frente se enfrentaron contra las fuerzas muy superiores de las tropas alemanas y rumanas del Grupo de Ejércitos Sur del Mariscal de Campo Gerd von Rundstedt, cerca de las fronteras suroeste de la Unión Soviética. A finales de julio, las tropas del Frente se vieron obligadas a retirarse a través del río Dniéster, después de sufrir graves pérdidas y, a finales de agosto, ocuparon posiciones defensivas en la orilla oriental del río, dejando al Ejército Costero Independiente la misión de defender la cercada ciudad portuaria de Odesa. En septiembre de 1941, resultó gravemente herido en combate en la región de Dnipropetrovsk, por lo que fue evacuado al Hospital Militar Central de Moscú.
En octubre de 1941, cuando apenas se había recuperado de sus graves heridas, recibió órdenes del propio Stalin de hacerse cargo del Distrito Militar de los Urales como parte del Comité de Defensa del Estado autorizado para la formación y entrenamiento de veinte divisiones (catorce divisiones de fusileros y seis de caballería). Tiulenev, no quería ser relegado a un puesto administrativo. Pero Stalin recalcó que se trataba de un puesto enormemente importante. «La situación en el frente depende por completo de la rapidez y efectividad con que podamos preparar a nuestras reservas», dijo. En enero de 1942, se formó el 28.º Ejército a partir de estas unidades y puestas al mando de Tiulenev. A finales de noviembre de 1941, recibió nuevas órdenes de transferir el ejército recién formado a la reserva del Cuartel General del Comandante en Jefe Supremo para la dirección occidental.
En febrero de 1942, se desempeñó como subcomandante en jefe de las tropas de la dirección suroeste, luego, en marzo, fue nombrado comandante de las tropas desplegadas en el Distrito Militar de Transcaucasia. La sede del distrito estaba en Tiflis (Georgia) y sus tropas se desplegaron en el territorio de Armenia, Georgia, Azerbaiyán, Daguestán y el norte de Irán, y su función principal era proteger la frontera estatal de la URSS con Irán, Turquía y la defensa de la costa del Cáucaso del mar Negro. Su misión era enormemente importante para la Unión Soviética ya que Bakú y el Cáucaso del Norte (Grozni y Maikop) constituían la principal fuente de petróleo para la economía soviética; tres cuartas partes de todo el petróleo que consumía la URSS se producía allí. Para el enemigo, el Cáucaso era la puerta de entrada al Cercano y Medio Oriente, a los países de Asia Menor y a la India. El plan alemán para capturar el Cáucaso recibió el nombre en código de operación Edelweiss.
En mayo de 1942, cuando estaban claras las intenciones de los alemanes de ocupar el Cáucaso, se formó el Frente Transcaucásico sobre la base de las tropas del distrito y Tiulenev estuvo al mando de dicho Frente. Inicialmente el Frente no contaba con fuerzas militares suficientes para organizar una defensa creíble contra la ofensiva alemana, ya que había enviado decenas de unidades y otras formaciones a otros sectores del frente más amenazados. Por ello Tiulenev, con el permiso del GKO (Comité de Defensa del Estado), formó nueve divisiones «nacionales» de fusileros, formados por grupos étnicos de la zona de Transcaucasia (de las cuales tres estaban formados por armenios, dos por azerbaiyanos y cuatro por georgianos).
Desde mayo de 1942 hasta el final de la guerra, permaneció al mando del Frente Transcaucásico, cuyas tropas, en la segunda mitad de 1942, no solo detuvieron el avance del Grupo de Ejércitos A alemán en el río Térek, en las estribaciones del Cáucaso y en los principales pasos de la Cordillera del Cáucaso, así como en la dirección de la importante ciudad industrial de Tuapsé, sino que, el 6 de noviembre, cercó a la mayor parte de la 13.º División Panzer. Tras duros combates, los restos de esta división escaparon a pie, después sufrir más de 2500 bajas y de perder más de dos tercios de sus vehículos y tanques. Entre enero y febrero de 1943, las fuerzas del Frente expulsaron a las tropas del Eje de las estribaciones del Cáucaso y de parte de la región del Kubán.
En enero de 1943, por la heroica defensa del Cáucaso, el general de ejército Tiulenev, entre otros diecisiete oficiales militares que también se distinguieron en combate, recibió la Orden de Kutúzov de 1.er grado.

### Posguerra
Después de la guerra permaneció al mando del Frente Transcaucásico hasta julio de 1945, cuando fue asignado al mando de las tropas del Distrito Militar de Járkov. A partir de julio de 1946, sirvió en la Oficina Central del Ministerio de Defensa de la URSS en una serie de puestos de carácter secundario, primero como Inspector General de Caballería del Ejército Rojo, luego, a partir de febrero de 1948, como Comandante en Jefe Adjunto de las Fuerzas Terrestres y Comandante de Caballería de las Fuerzas Terrestres, desde agosto de 1948, trabajó como Presidente del Comité de Fusileros y Táctica en el Cuartel General de las Fuerzas Terrestres, y en 1950, fue asignado a la Dirección General de Combate y Entrenamiento Físico de las Fuerzas Terrestres. Finalmente, en marzo de 1955, fue nombrado jefe del departamento de formación no militar del Ministerio de Defensa. Además, entre 1946 y 1950, ejerció como Diputado de la II Convocatoria del Sóviet Supremo de la Unión Soviética.
En mayo de 1958 fue nombrado inspector militar asesor del Grupo de Inspectores Generales del Ministerio de Defensa de la URSS, permaneció en este puesto, meramente honorífico, hasta su muerte en Moscú en 1978 y fue enterrado en el cementerio Novodévichi.
El 21 de septiembre de 1971, «por el hábil liderazgo de las tropas, el coraje personal y la valentía mostrada en la Gran Guerra Patria, una gran contribución al entrenamiento y mejora de la preparación para el combate de las tropas en el período de posguerra y en relación con el 60.º aniversario del Ejército soviético y la Marina», Iván Tiulenev recibió el título de Héroe de la Unión Soviética, la estrella de oro N.º 11295 y la Orden de Lenin.

## Promociones
- Komdiv (20 de noviembre de 1935)
- Komkor (22 de febrero de 1938)

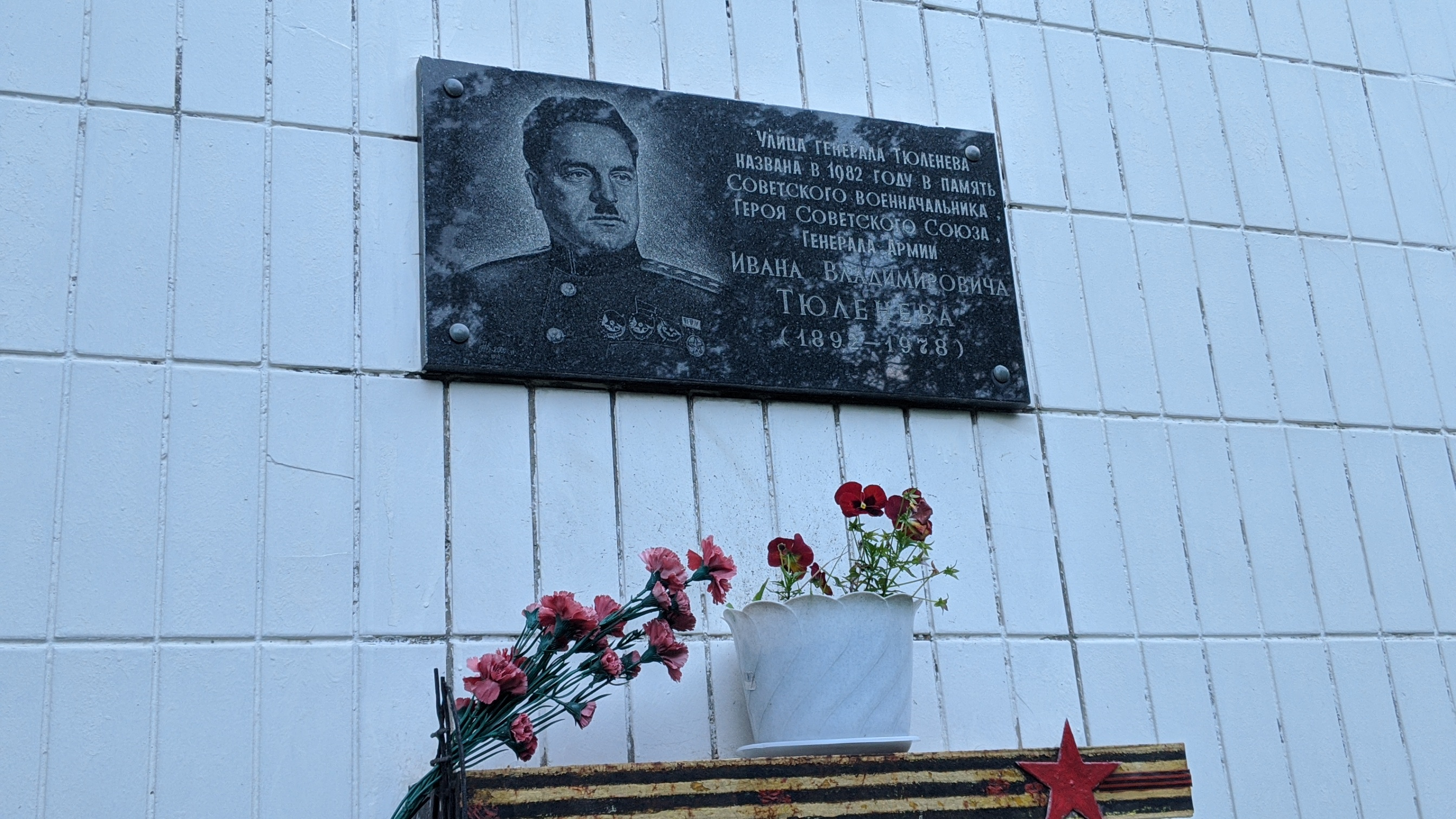
Placa conmemorativa en la casa donde vivió en Moscú

- Komandarm de 2.º Rango (8 de febrero de 1939)
- General del ejército (4 de junio de 1940).[5]

## Condecoraciones
Unión Soviética

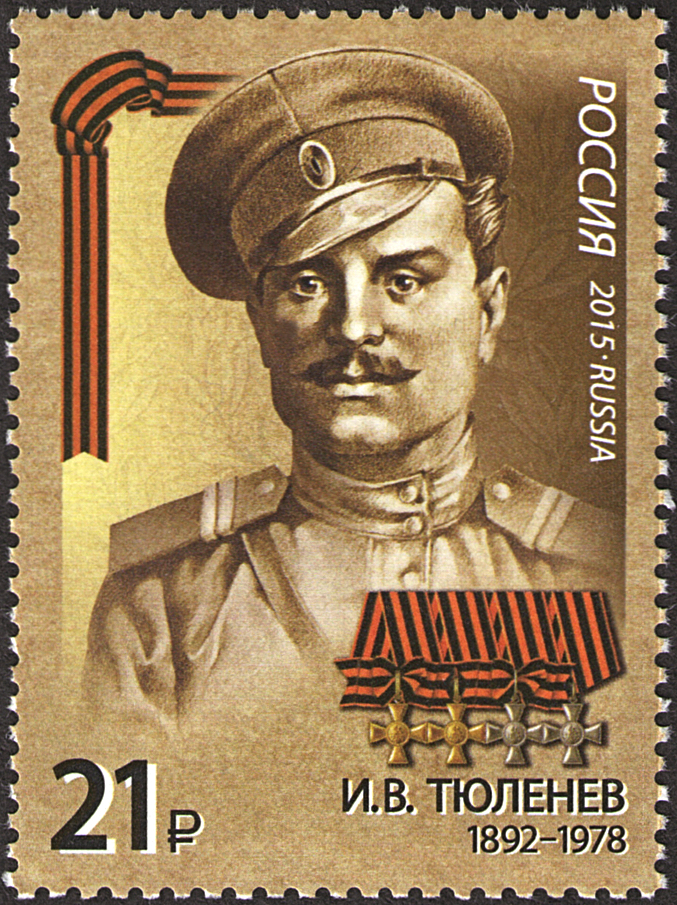
Sello de correos ruso de 2015 en honor a los héroes rusos de la Primera Guerra Mundial, con la imagen de Iván Tiulenvev

- Héroe de la Unión Soviética N.º 11295 (21 de febrero de 1978)
- Orden de Lenin, cuatro veces (22 de febrero de 1941, 21 de febrero de 1945, 27 de enero de 1962, 21 de febrero de 1978)
- Orden de la Revolución de Octubre (27 de enero de 1972)
- Orden de la Bandera Roja, cinco veces (25 de abril de 1921, 27 de mayo de 1921, 13 de febrero de 1930, 3 de noviembre de 1944, 6 de noviembre de 1947)
- Orden de Kutúzov de 1.er grado (28 de enero de 1943)
- Orden del Servicio a la Patria en las Fuerzas Armadas de la URSS de 3.er grado (30 de abril de 1975)
- Medalla Conmemorativa por el Centenario del Natalicio de Lenin (11 de abril de 1970)
- Medalla por la Defensa de Odesa (22 de diciembre de 1942)
- Medalla por la Defensa del Cáucaso (1 de mayo de 1944)
- Medalla por la Victoria sobre Alemania en la Gran Guerra Patria 1941-1945 (9 de mayo de 1945)
- Medalla Conmemorativa del 20.º Aniversario de la Victoria en la Gran Guerra Patria de 1941-1945 (7 de mayo de 1965)
- Medalla Conmemorativa del 30.º Aniversario de la Victoria en la Gran Guerra Patria de 1941-1945 (25 de abril de 1975)
- Medalla de Veterano de las Fuerzas Armadas de la URSS
- Medalla del 20.º Aniversario del Ejército Rojo de Obreros y Campesinos (24 de enero de 1938)
- Medalla del 30.º Aniversario de las Fuerzas Armadas de la URSS (22 de febrero de 1948)
- Medalla del 40.º Aniversario de las Fuerzas Armadas de la URSS (18 de diciembre de 1957)
- Medalla del 50.º Aniversario de las Fuerzas Armadas de la URSS (26 de diciembre de 1967)
- Medalla del 60.º Aniversario de las Fuerzas Armadas de la URSS (1978)
- Medalla Conmemorativa del 800.º Aniversario de Moscú (20 de septiembre de 1948)

Imperio ruso
- Medalla de San Jorge de 4.° grado (3 de agosto de 1915)
- Cruz de San Jorge de 3.er grado (10 de noviembre de 1915)
- Cruz de San Jorge de 2.do grado (26 de junio de 1916)
- Cruz de San Jorge de 4.° grado (9 de julio de 1916)
- Cruz de San Jorge de 1.er grado (5 de febrero de 1917).

Otros países
- Orden de la Bandera Roja (Mongolia)
- Medalla Conmemorativa del 25 Aniversario de la Victoria de 1941 (Etiopía)
- Medalla del 25.º Aniversario de la Victoria sobre el Fascismo (Bélgica)
- Medalla del 30.º Aniversario de la Victoria en Jaljin Gol (Mongolia)
- Medalla del 50.º Aniversario de la Revolución Popular de Mongolia (Mongolia)
- Medalla del 50.º Aniversario del Ejército Popular de Mongolia (Mongolia)
- Medalla de la Amistad Chino-Soviética (China)
- Medalla antifascista (República Democrática Alemana)
- Medalla por el fortalecimiento de la Amistad en Armas (Checoslovaquia)
- Medalla Garibaldi (Italia).